# Morio Hatano
Morio Hatano, in giapponese: 畑野 森生 (Hatano Morio?) (...), è un regista, animatore e sceneggiatore giapponese affiliato allo studio d'animazione Toei Animation.
Il suo primo vero incarico importante avviene nel 2012, quando lavora alla regia della serie televisiva anime spin-off, Saint Seiya Ω, dove cura molti aspetti personalmente, arrivando ad occuparsi degli storyboard delle prime due sigle iniziali e dirigendo l'animazione di alcuni episodi. Dall'episodio 51 in poi, viene sostituito da Tatsuya Nagamine. Nel 2016, dall'episodio 33 in poi affianca Kimitoshi Chioka nella regia di Dragon Ball Super, occupandosi quindi degli archi narrativi successivi agli adattamenti televisivi dei film Dragon Ball Z: La battaglia degli dei e Dragon Ball Z: La resurrezione di 'F', con storie totalmente originali.

## Lavori
- HeartCatch Pretty Cure!
- Suite Pretty Cure
- HappinessCharge Pretty Cure!
- Go! Princess Pretty Cure
- Saint Seiya Ω
- Dragon Ball Super